# 児玉理恵
児玉 理恵（こだま りえ、1983年7月12日 - ）は、女性のフリーアナウンサー。
秋田県山本郡三種町出身。跡見学園女子大学大学院マネジメント研究科マネジメント専攻修士課程修了。ノット・コミュニケーションズ所属。

## 略歴
- 1996年 - 山本郡三種町立湖北小学校卒業[1]。
- 1999年 - 秋田県三種町立八竜中学校卒業[1]。
- 2002年 - 秋田県立能代北高等学校卒業[1]。
- 2008年4月 - テレビユー福島の契約アナウンサーとして、入社。
- 2013年3月 - テレビユー福島を退社。
- 2013年4月 - フリーアナウンサーとして活動[3]。

## 人物
学生時代は、バスケットボール部主将を務めたこともあるという。地域貢献したくてアナウンサーを目指すようになる。

## 担当番組

### テレビユー福島
- DO!エイト ユアセルフ
- TUFニュース（不定期）
- イブニング・シックス（リポーター）
- グーテン（2008年8月 - 2011年4月、リポーター）
- ふくしまきのこ探検隊
- MUSIC BARパロパロ（2009年4月 - 2010年3月、アシスタントMC）
- TUF NEWS LIVE スイッチ!（キャスター） - フリーアナウンサーになった2013年4月以降も継続[3]していたが、9月27日で番組を卒業した[4]。

### フリー
- はなまるマーケット（2013年4月 - 9月、TBS） - はなまるアナ[5]
- 朝ズバッ!（2014年3月11日、TBS）
- Nスタ（2014年5月 - 、TBS） - 取材キャスター
- いっぷく!（2014年9月 - 2015年3月、TBS） - 取材キャスター